# 水の花
『水の花』（みずのはな）は、2005年制作、2006年8月5日公開の日本映画。第15回PFFスカラシップ作品「水の花」として、2005年1月撮影が始まった。

## 概要
自分を捨て出て行った母と、父親とは別の男との間に生まれた妹と偶然出会い、激しく揺れ動く思春期の少女の痛みを繊細に描き出している。

## 登場人物・キャスト
- 高槻美奈子：寺島咲
- 長原 優：小野ひまわり（新人）
- 高槻圭介（美奈子の父）：田中哲司
- 長原詩織（美奈子・優の母）：黒沢あすか
- 長原隆司（優の父）：津田寛治

## スタッフ
- 監督・脚本：木下雄介
- 製作：矢内廣、近藤邦勝、黒坂修、高野力、中嶋孝夫
- プロデューサー：天野真弓
- 撮影：丸池納
- 照明：吉角荘介
- 録音：松本昇和
- 美術：尾関龍夫
- 編集：普嶋信一
- 助監督：大石 誠
- 製作：PFFパートナーズ＝（ぴあ、TBS、TOKYO FM、IMAGICA、NTTレゾナント）